# Kasteel Peten
Het Kasteel Peten (ook: Kasteel Peten-Van Halen) is een kasteel aan Halingenstraat 84 te Velm (Sint-Truiden).
Het was vroeger een gesloten boerderij en werd in het begin van de 20e eeuw verbouwd tot kasteel in neoclassicistische stijl, met een L-vormige plattegrond. Het heeft een klein torentje, gedekt door een hoog schilddak.
Die verbouwing gebeurde door Clément Peten, volksvertegenwoordiger, industrieel en paardenfokker en burgemeester van Velm van 1868 tot 1929 en zijn echtgenote Eugénie van Halen. Diens zoon, Clément Peten jr. (1905-1957), was eveneens burgemeester van Velm, en wel van 1933-1946, hoewel hij tijdens de Tweede Wereldoorlog geen burgemeester was. Clément jr. kon de zaak van zijn vader niet in stand houden. Cléments vrouw woonde liever te Brussel, en Cléments moeder overleed in 1952, waarna het kasteel verkocht werd aan de Zusters van Liefde. Dezen brachten een Hogere Technische School met internaat onder in het kasteeltje en nieuw opgerichte gebouwen. 
Omstreeks 2005 nam een private ontwikkelaar het domein over en bouwde het uit tot een uitgebreide zorgsite voor senioren met onder meer een woonzorgcentrum en andere verblijfmogelijkheden. Het kasteeltje werd omgevormd tot brasserie en hotel. Het vroegere kasteelpark met bijzondere bomen zoals een mammoetboom bleef behouden als park Triamant.